# Hengling Hu
Hengling Hu (kinesiska: 横岭湖) är en sjö i Kina. Den ligger i provinsen Hunan, i den södra delen av landet, omkring 72 kilometer norr om provinshuvudstaden Changsha. Hengling Hu ligger 23 meter över havet. Arean är 32 kvadratkilometer. Trakten runt Hengling Hu består huvudsakligen av våtmarker. Den sträcker sig 8,5 kilometer i nord-sydlig riktning, och 10,1 kilometer i öst-västlig riktning.
Genomsnittlig årsnederbörd är 1 683 millimeter. Den regnigaste månaden är maj, med i genomsnitt 292 mm nederbörd, och den torraste är december, med 45 mm nederbörd.